# تپه دستگرده
تپه دستگرده مربوط به دوره اشکانیان - سده‌های میانه دوران‌های تاریخی پس از اسلام است و در شهرستان اراک، بخش مرکزی، دهستان معصومیه، مزرعه دستگرده واقع شده و این اثر در تاریخ ۷ خرداد ۱۳۸۷ با شمارهٔ ثبت ۲۲۹۹۸ به‌عنوان یکی از آثار ملی ایران به ثبت رسیده است.